# Stenopelix
Stenopelix valdensis
Genre
Espèce
Stenopelix (« pelvis rétréci ») est un genre fossile de petits dinosaures herbivores de la famille Chaoyangsauridae ayant vécu au Berriasien (début du Crétacé inférieur), soit il y a environ entre 143,1 et 137,05 Ma, et retrouvé uniquement en Allemagne dans la région de Bückeburg.
Ce genre est représenté par une seule espèce Stenopelix valdensis.

## Découverte et espèces
En 1855, dans une carrière de grès près de Bückeburg sur la Harrl, on a trouvé le fossile d'un petit dinosaure. La plupart de ses os étaient en mauvais état et ont été détruits lors de la préparation, laissant deux séries d'empreintes creuses sur la plaque et la contre-plaque. Les deux plaques ne se recouvrent pas complètement. Les creux, servant de moule naturel, ont depuis été utilisés pour produire plusieurs moulages en gypse et en latex afin de faciliter l'étude du spécimen. Il faisait à l'origine partie de la collection de Max Ballerstedt conservée au Gymnasium Adolfinum de Bückeburg mais a été transféré en 1976 à la Georg-August-Universität Göttingen où il se trouve maintenant dans la collection du Geowissenschaftliches Zentrum der Universität Göttingen.
En 1857, sur la base de ce fossile, Christian Erich Hermann von Meyer a nommé l'espèce type Stenopelix valdensis. Le nom générique est dérivé du grec stenos, « étroit », et pelyx, « bassin ». Le nom spécifique fait référence à la formation Wealden. L'holotype, GZG 741/2 (anciennement GPI 741-1, 2), trouvé dans la formation Obernkirchen Sandstein, consiste en les empreintes d'un squelette presque complet, auquel il manque le crâne et le cou. 

## Classification
La classification de Stenopelix est controversée et a toujours été problématique en raison de l'absence de crâne. Avant les années 1960, il était souvent attribué à un groupe d'ornithopodes. En 1974, Teresa Maryańska a suggéré qu'il s'agissait d'un pachycéphalosaure, l'un des plus anciens connus, en raison de l'exclusion apparente du pubis de l'acétabulum et de la présence de fortes côtes caudales. Peter Galton a montré en 1982 que le « pubis » faisait en fait partie de l'acétabulum, et que les soi-disant « côtes caudales » étaient des côtes sacrées. La courbure de l'ischium et l'absence d'un foramen obturateur n'étaient pas des caractéristiques observées chez les autres pachycéphalosaures. Galton a conclu que Stenopelix était cératopsien.
Cependant, les analyses cladistiques exactes de Paul Sereno ont abouti à une position dans les Pachycephalosauria. Mais les paléontologues Richard J. Butler et Robert M. Sullivan considèrent néanmoins l'espèce comme faisant partie des Marginocephalia incertae sedis, rejetant les synapomorphies présumées avec les Pachycephalosauria comme des identifications incorrectes ou manquant de pertinence en raison d'une présence possible dans des groupes cératopsiens. En 2011, une analyse cladistique réalisée par Butler et al. a montré que Stenopelix est un membre basal des Ceratopsia, et que son taxon frère est Yinlong.
Mais en 2020, Yu et al. l'ont classé parmi les Chaoyangsauridae.

### Cladogramme
Le cladogramme ci-dessous, publié par Zheng et ses collègues en 2009, illustre la classification actuelle des Marginocephalia.
|         | Goyocephale                                                            |
|         |                                                                        |
| unnamed | \| \| Homalocephale \| \| \| \| \| \| Pachycephalosauridae \| \| \| \| |
|         | \| \| Homalocephale \| \| \| \| \| \| Pachycephalosauridae \| \| \| \| |
|         | Homalocephale                                                          |
|         |                                                                        |
|         | Pachycephalosauridae                                                   |
|         |                                                                        |

|  | Homalocephale        |
|  |                      |
|  | Pachycephalosauridae |
|  |                      |

|         | Goyocephale                                                            |
|         |                                                                        |
| unnamed | \| \| Homalocephale \| \| \| \| \| \| Pachycephalosauridae \| \| \| \| |
|         | \| \| Homalocephale \| \| \| \| \| \| Pachycephalosauridae \| \| \| \| |
|         | Homalocephale                                                          |
|         |                                                                        |
|         | Pachycephalosauridae                                                   |
|         |                                                                        |

|  | Homalocephale        |
|  |                      |
|  | Pachycephalosauridae |
|  |                      |

|         | Archaeoceratops                                                    |
|         |                                                                    |
| unnamed | \| \| Leptoceratopsidae \| \| \| \| \| \| Coronosauria \| \| \| \| |
|         | \| \| Leptoceratopsidae \| \| \| \| \| \| Coronosauria \| \| \| \| |
|         | Leptoceratopsidae                                                  |
|         |                                                                    |
|         | Coronosauria                                                       |
|         |                                                                    |

|  | Leptoceratopsidae |
|  |                   |
|  | Coronosauria      |
|  |                   |

|         | Archaeoceratops                                                    |
|         |                                                                    |
| unnamed | \| \| Leptoceratopsidae \| \| \| \| \| \| Coronosauria \| \| \| \| |
|         | \| \| Leptoceratopsidae \| \| \| \| \| \| Coronosauria \| \| \| \| |
|         | Leptoceratopsidae                                                  |
|         |                                                                    |
|         | Coronosauria                                                       |
|         |                                                                    |

|  | Leptoceratopsidae |
|  |                   |
|  | Coronosauria      |
|  |                   |

|         | Archaeoceratops                                                    |
|         |                                                                    |
| unnamed | \| \| Leptoceratopsidae \| \| \| \| \| \| Coronosauria \| \| \| \| |
|         | \| \| Leptoceratopsidae \| \| \| \| \| \| Coronosauria \| \| \| \| |
|         | Leptoceratopsidae                                                  |
|         |                                                                    |
|         | Coronosauria                                                       |
|         |                                                                    |

|  | Leptoceratopsidae |
|  |                   |
|  | Coronosauria      |
|  |                   |

|         | Archaeoceratops                                                    |
|         |                                                                    |
| unnamed | \| \| Leptoceratopsidae \| \| \| \| \| \| Coronosauria \| \| \| \| |
|         | \| \| Leptoceratopsidae \| \| \| \| \| \| Coronosauria \| \| \| \| |
|         | Leptoceratopsidae                                                  |
|         |                                                                    |
|         | Coronosauria                                                       |
|         |                                                                    |

|  | Leptoceratopsidae |
|  |                   |
|  | Coronosauria      |
|  |                   |

|         | Archaeoceratops                                                    |
|         |                                                                    |
| unnamed | \| \| Leptoceratopsidae \| \| \| \| \| \| Coronosauria \| \| \| \| |
|         | \| \| Leptoceratopsidae \| \| \| \| \| \| Coronosauria \| \| \| \| |
|         | Leptoceratopsidae                                                  |
|         |                                                                    |
|         | Coronosauria                                                       |
|         |                                                                    |

|  | Leptoceratopsidae |
|  |                   |
|  | Coronosauria      |
|  |                   |

|         | Archaeoceratops                                                    |
|         |                                                                    |
| unnamed | \| \| Leptoceratopsidae \| \| \| \| \| \| Coronosauria \| \| \| \| |
|         | \| \| Leptoceratopsidae \| \| \| \| \| \| Coronosauria \| \| \| \| |
|         | Leptoceratopsidae                                                  |
|         |                                                                    |
|         | Coronosauria                                                       |
|         |                                                                    |

|  | Leptoceratopsidae |
|  |                   |
|  | Coronosauria      |
|  |                   |

|         | Archaeoceratops                                                    |
|         |                                                                    |
| unnamed | \| \| Leptoceratopsidae \| \| \| \| \| \| Coronosauria \| \| \| \| |
|         | \| \| Leptoceratopsidae \| \| \| \| \| \| Coronosauria \| \| \| \| |
|         | Leptoceratopsidae                                                  |
|         |                                                                    |
|         | Coronosauria                                                       |
|         |                                                                    |

|  | Leptoceratopsidae |
|  |                   |
|  | Coronosauria      |
|  |                   |

|         | Archaeoceratops                                                    |
|         |                                                                    |
| unnamed | \| \| Leptoceratopsidae \| \| \| \| \| \| Coronosauria \| \| \| \| |
|         | \| \| Leptoceratopsidae \| \| \| \| \| \| Coronosauria \| \| \| \| |
|         | Leptoceratopsidae                                                  |
|         |                                                                    |
|         | Coronosauria                                                       |
|         |                                                                    |

|  | Leptoceratopsidae |
|  |                   |
|  | Coronosauria      |
|  |                   |

|         | Goyocephale                                                            |
|         |                                                                        |
| unnamed | \| \| Homalocephale \| \| \| \| \| \| Pachycephalosauridae \| \| \| \| |
|         | \| \| Homalocephale \| \| \| \| \| \| Pachycephalosauridae \| \| \| \| |
|         | Homalocephale                                                          |
|         |                                                                        |
|         | Pachycephalosauridae                                                   |
|         |                                                                        |

|  | Homalocephale        |
|  |                      |
|  | Pachycephalosauridae |
|  |                      |

|         | Goyocephale                                                            |
|         |                                                                        |
| unnamed | \| \| Homalocephale \| \| \| \| \| \| Pachycephalosauridae \| \| \| \| |
|         | \| \| Homalocephale \| \| \| \| \| \| Pachycephalosauridae \| \| \| \| |
|         | Homalocephale                                                          |
|         |                                                                        |
|         | Pachycephalosauridae                                                   |
|         |                                                                        |

|  | Homalocephale        |
|  |                      |
|  | Pachycephalosauridae |
|  |                      |

|         | Archaeoceratops                                                    |
|         |                                                                    |
| unnamed | \| \| Leptoceratopsidae \| \| \| \| \| \| Coronosauria \| \| \| \| |
|         | \| \| Leptoceratopsidae \| \| \| \| \| \| Coronosauria \| \| \| \| |
|         | Leptoceratopsidae                                                  |
|         |                                                                    |
|         | Coronosauria                                                       |
|         |                                                                    |

|  | Leptoceratopsidae |
|  |                   |
|  | Coronosauria      |
|  |                   |

|         | Archaeoceratops                                                    |
|         |                                                                    |
| unnamed | \| \| Leptoceratopsidae \| \| \| \| \| \| Coronosauria \| \| \| \| |
|         | \| \| Leptoceratopsidae \| \| \| \| \| \| Coronosauria \| \| \| \| |
|         | Leptoceratopsidae                                                  |
|         |                                                                    |
|         | Coronosauria                                                       |
|         |                                                                    |

|  | Leptoceratopsidae |
|  |                   |
|  | Coronosauria      |
|  |                   |

|         | Archaeoceratops                                                    |
|         |                                                                    |
| unnamed | \| \| Leptoceratopsidae \| \| \| \| \| \| Coronosauria \| \| \| \| |
|         | \| \| Leptoceratopsidae \| \| \| \| \| \| Coronosauria \| \| \| \| |
|         | Leptoceratopsidae                                                  |
|         |                                                                    |
|         | Coronosauria                                                       |
|         |                                                                    |

|  | Leptoceratopsidae |
|  |                   |
|  | Coronosauria      |
|  |                   |

|         | Archaeoceratops                                                    |
|         |                                                                    |
| unnamed | \| \| Leptoceratopsidae \| \| \| \| \| \| Coronosauria \| \| \| \| |
|         | \| \| Leptoceratopsidae \| \| \| \| \| \| Coronosauria \| \| \| \| |
|         | Leptoceratopsidae                                                  |
|         |                                                                    |
|         | Coronosauria                                                       |
|         |                                                                    |

|  | Leptoceratopsidae |
|  |                   |
|  | Coronosauria      |
|  |                   |

|         | Archaeoceratops                                                    |
|         |                                                                    |
| unnamed | \| \| Leptoceratopsidae \| \| \| \| \| \| Coronosauria \| \| \| \| |
|         | \| \| Leptoceratopsidae \| \| \| \| \| \| Coronosauria \| \| \| \| |
|         | Leptoceratopsidae                                                  |
|         |                                                                    |
|         | Coronosauria                                                       |
|         |                                                                    |

|  | Leptoceratopsidae |
|  |                   |
|  | Coronosauria      |
|  |                   |

|         | Archaeoceratops                                                    |
|         |                                                                    |
| unnamed | \| \| Leptoceratopsidae \| \| \| \| \| \| Coronosauria \| \| \| \| |
|         | \| \| Leptoceratopsidae \| \| \| \| \| \| Coronosauria \| \| \| \| |
|         | Leptoceratopsidae                                                  |
|         |                                                                    |
|         | Coronosauria                                                       |
|         |                                                                    |

|  | Leptoceratopsidae |
|  |                   |
|  | Coronosauria      |
|  |                   |

|         | Archaeoceratops                                                    |
|         |                                                                    |
| unnamed | \| \| Leptoceratopsidae \| \| \| \| \| \| Coronosauria \| \| \| \| |
|         | \| \| Leptoceratopsidae \| \| \| \| \| \| Coronosauria \| \| \| \| |
|         | Leptoceratopsidae                                                  |
|         |                                                                    |
|         | Coronosauria                                                       |
|         |                                                                    |

|  | Leptoceratopsidae |
|  |                   |
|  | Coronosauria      |
|  |                   |

|         | Archaeoceratops                                                    |
|         |                                                                    |
| unnamed | \| \| Leptoceratopsidae \| \| \| \| \| \| Coronosauria \| \| \| \| |
|         | \| \| Leptoceratopsidae \| \| \| \| \| \| Coronosauria \| \| \| \| |
|         | Leptoceratopsidae                                                  |
|         |                                                                    |
|         | Coronosauria                                                       |
|         |                                                                    |

|  | Leptoceratopsidae |
|  |                   |
|  | Coronosauria      |
|  |                   |

## Paléobiologie
Stenopelix était un petit animal herbivore. Le croupion et la queue conservés ont une longueur combinée de seulement 97 centimètres ; le fémur mesure quatorze centimètres. L'espèce se distingue par plusieurs détails du bassin. La tige de l'ilium s'effile uniformément et se termine par une pointe arrondie. La tige de l'ischium est plus épaisse au milieu et présente un pli distinctif.